# Крупенников, Владимир Александрович
Крупенников Владимир Александрович (род. 1 сентября 1969, Москва) — российский общественный, государственный и политический деятель. Депутат Государственной Думы V, VI, VII созывов, член фракции «Единая Россия», заместитель председателя комитета Госдумы по информационной политике, информационным технологиям и связи.

## Биография
В 1986 году поступил в Московский институт тонкой химической технологии им. М. В. Ломоносова. В 1988 году не получив отсрочки был призван на срочную службу в армию. В 1989 году во время несения службы упал с высоты и получил травму позвоночника, в результате стал инвалидом I группы. Будучи инвалидом передвигается на инвалидной коляске, но несмотря на это активно занимается спортом — пауэрлифтингом и армрестлингом. Владимир Крупенников — чемпион мира, трехкратный чемпион Европы, шестикратный чемпион России, многократный победитель первенств Европы и мира по армрестлингу среди здоровых людей, чемпион и трехкратный призёр первенства России по пауэрлифтингу среди инвалидов, двукратный чемпион мира по армрестлингу среди инвалидов. В 1999 году получил высшее образование, окончил Московский государственный гуманитарно-экономический институт.
В 2000 году был инициатором создания московской общественной организации инвалидов «Стратегия», с момента создания организации является председателем правления. С 2008 года входит в Общественный совет города Москвы, является председателем межкомиссионной рабочей группы по делам инвалидов. С 2009 г. — член координационного совета при мэре Москвы по делам инвалидов. С 2008 по 2011 год возглавлял рабочую группу по вопросам социальной интеграции инвалидов Общественной палаты РФ, в 2011 году досрочно сложил полномочия члена общественной палаты в связи с получением вакантного мандата депутата Государственной Думы V созыва.
В 2007 году баллотировался от партии «Единая Россия» в Госдуму V созыва, по итогам распределения мандатов в Госдуму не прошёл. За несколько месяцев до истечения полномочий Государственной Думы V го созыва, в сентябре 2011 года получил вакантный мандат Владимира Груздева, назначенного губернатором. 14 сентября ЦИК РФ издал постановление о передаче вакантного мандата Крупенникову.
В декабре 2011 года баллотировался от партии «Единая Россия» в Госдуму VI созыва, по результатам выборов избран депутатом Государственной Думы.
В сентябре выдвигался в Госдуму VII созыва по спискам партии «Единая Россия», по итогам распределения мандатов избран депутатом Государственной Думы.

## Законотворческая деятельность
С 2011 по 2019 год, в течение исполнения полномочий депутата Государственной Думы V, VI и VII созывов, выступил соавтором 34 законодательных инициатив и поправок к проектам федеральных законов.

## Награды
- Орден Дружбы (28 ноября 1996 года) — за большой вклад в развитие международного спорта и мужество, проявленное интернациональной командой спортсменов-инвалидов при покорении в инвалидных колясках горной вершины Казбек[11]
- Благодарность Президента Российской Федерации (12 июня 2013 года) — за большой вклад в развитие российского парламентаризма и активную законотворческую деятельность[12].
- Медаль «850-летие города Москва»
- Медаль «За жертвенное служение»
- Лауреат премии В. С. Высоцкого «Своя колея»[13]